# Rotherham (circonscription britannique)

La circonscription dans le South Yorkshire.

La circonscription de Rotherham est une circonscription électorale anglaise située dans le South Yorkshire, couvrant en grande partie la ville éponyme, et représentée à la Chambre des communes du Parlement britannique.